# (14855) 1989 SP9
(14855) 1989 SP9 là một tiểu hành tinh vành đai chính. Nó được phát hiện bởi Henri Debehogne ở Đài thiên văn La Silla ở Chile ngày 25 tháng 9 năm 1989.